# Tony Gray
Anthony John Gray Gray (Stoke-on-Trent, 14 giugno 1942) è un allenatore di rugby a 15 ed ex rugbista a 15 gallese, da giocatore ricopriva il ruolo di flanker e ha giocato per Newbridge, London Welsh e internazionale per il Galles di cui è stato anche allenatore dal 1985 al 1988.

## Biografia
Con la maglia del London Welsh era anche capitano durante il vittorioso campionato 1971–1972.
Con il Galles ha disputato due match nel Cinque Nazioni 1968 e lo stesso anno ha fatto due apparizioni con il Galles XV, entrambe contro l'Argentina.
Nel 1985 Gray è diventato commissario tecnico della nazionale. Nel 1987 ha portato la sua squadra al terzo posto nella prima Coppa del Mondo (miglior risultato di sempre per i gallesi). Nel 1988 ha conquistato la prima Triple Crown per il Galles da nove anni e lo stesso anno è stato eletto allenatore europeo dell'anno. Il tour in Nuova Zelanda seguente si rivelò però disastroso a causa delle due pesanti sconfitte subite contro gli All Blacks e il suo contratto non fu quindi rinnovato.
In totale Gray ha guidato il Galles per 18 partite tra il 1985 e il 1988, vincendone 9 e perdendone altrettante.